# Anzor Astemirov
Anzor Astemirov (également connu sous le nom de Amir Sayfullah), né le 3 décembre 1976 à Naltchik et mort le 24 mars 2010 dans la même ville, est un chef islamiste qui opérait à l'intérieur de la république de Kabardino-Balkarie, en Russie. Il était l'un des principaux idéologues des mouvements d'insurrection à caractère islamiste dans le Caucase et combattait les Forces armées de la fédération de Russie sous les ordres de Dokou Oumarov, émir autoproclamé du prétendu Émirat du Caucase.

## Biographie
Il naît à Naltchik en Kabardino-Balkarie le 3 décembre 1976.
Descendant d'une des plus influentes familles aristocrates balkares, sa jeunesse se passe sous la direction de théologiens et d'idéologues qui lui inculquent des préceptes religieux. Au début des années 1990, il est envoyé avec d'autres jeunes suivre des études théologiques en Arabie saoudite.
En 1995, âgé de 19 ans, Astemirov se rend en Tchétchénie et prend part au conflit qui oppose les séparatistes à l'armée russe (Première guerre de Tchétchénie). Il y rencontre notamment Chamil Bassaïev, commandant d'un groupe d'indépendantistes tchétchènes wahhabites. Blessé, Astemirov rentre en Kabardino-Balkarie au bout de deux mois et renonce temporairement à la lutte armée.
Évoluant au sein de groupes modérés de l'Islam politique nord-caucasien de la fin des années 1990 au début des années 2000, il devient le cofondateur avec Moussa Mokhozev d'un centre islamique à Naltchik à vocation éducative. Il est alors considéré comme une figure religieuse respectée et acquiert la réputation d'un intellectuel charismatique. Devant la pression des autorités russes et les persécutions contre sa communauté sur fond de seconde guerre de Tchétchénie, Astemirov bascule dans le radicalisme et entre dans la clandestinité en 2005.
En octobre 2005, Astemirov coordonne une attaque contre de nombreux points stratégiques de Naltchik. Plus d'une centaine de combattants, majoritairement originaires de la capitale, se lancent à l'assaut de cibles symboliques. La responsabilité de l'Attaque de Naltchik, revendiquée par Le Front du Caucase basé en Tchétchénie, est imputée à Astemirov. 
En 2007, il se range sous les ordres de Dokou Oumarov, ex-vice-président de la République tchétchène d'Itchkérie que ce dernier abolit peu de temps après le décès de son prédécesseur, Abdoul-Khalim Saïdoullaïev, et remplace par un prétendu Émirat du Caucase dont il assume la direction. Astemirov aurait lui-même proposé à Oumarov l'idée de créer cet « état » autoproclamé. L'année suivante, Astemirov obtient le titre de Président de la cour shariatique de l’Emirat du Caucase Nord. 
En août 2009, Astemirov prononce la peine de mort par contumace d'Akhmed Zakaiev, le premier ministre en exil de l'ex-république d'Itchékrie.

## Décès
Anzor Astemirov est mort le 24 mars 2010, tué à l'issue d'un échange de tirs avec la police à Naltchik. Son corps est identifié grâce aux empreintes digitales et les militants confirment son décès le 25 mars.